# L'Australienne
L'Australienne (All the rivers run) est une mini-série de 1983 avec Sigrid Thornton et  John Waters. La mini-série est basée sur le roman historique australien de Nancy Cato, publié en 1958.
En France, la mini-série a été diffusée à partir de novembre 1984 sur Canal+.
Rediffusion à partir du 20 mars 1986 sur TF1. Rediffusion à partir du 21 décembre 1987 sur TF1.
Une suite inédite en France,  All the rivers run II , a été produite en 1989.

## Synopsis

### Mini-série (1983)
L'Australienne suit la vie de l'anglaise, Philadelphia Gordon, de l'époque où elle est orpheline et naufragée au large de la côte de  Victoria en 1890. Elle passe le plus clair de sa vie aux alentours de la ville d' Echuca, sur la rivière Murray River, et investit une partie de son héritage dans le bateau à aubes appelé   PS Philadelphie . Sa vie est changée à jamais quand elle rencontre le capitaine de bateau à aubes Brenton Edwards. Elle est déchirée entre l'âpre beauté de la vie sur la rivière et ses aventures, et la vie de la société à Melbourne et sa carrière épanouissante de peintre. C'est mélange d'aventure et d'histoire d'amour: entre elle, les hommes de sa vie, et la rivière.

## Distribution
- Sigrid Thornton - Philadelphie Gordon
- John Waters - Brenton Edwards
- Charles Tingwell - Oncle Charles
- Dinah Shearing - Tante Hester
- Adrian Wright - Alistair Raeburn
- Diane Craig - Mlle Barrett
- Gus Mercurio - Tom Gritchley
- John Alansu - Ah Lee

## Épisodes
Les épisodes de la série n'ont pas de titre, numérotés de 1 à 22.